# 옥만호

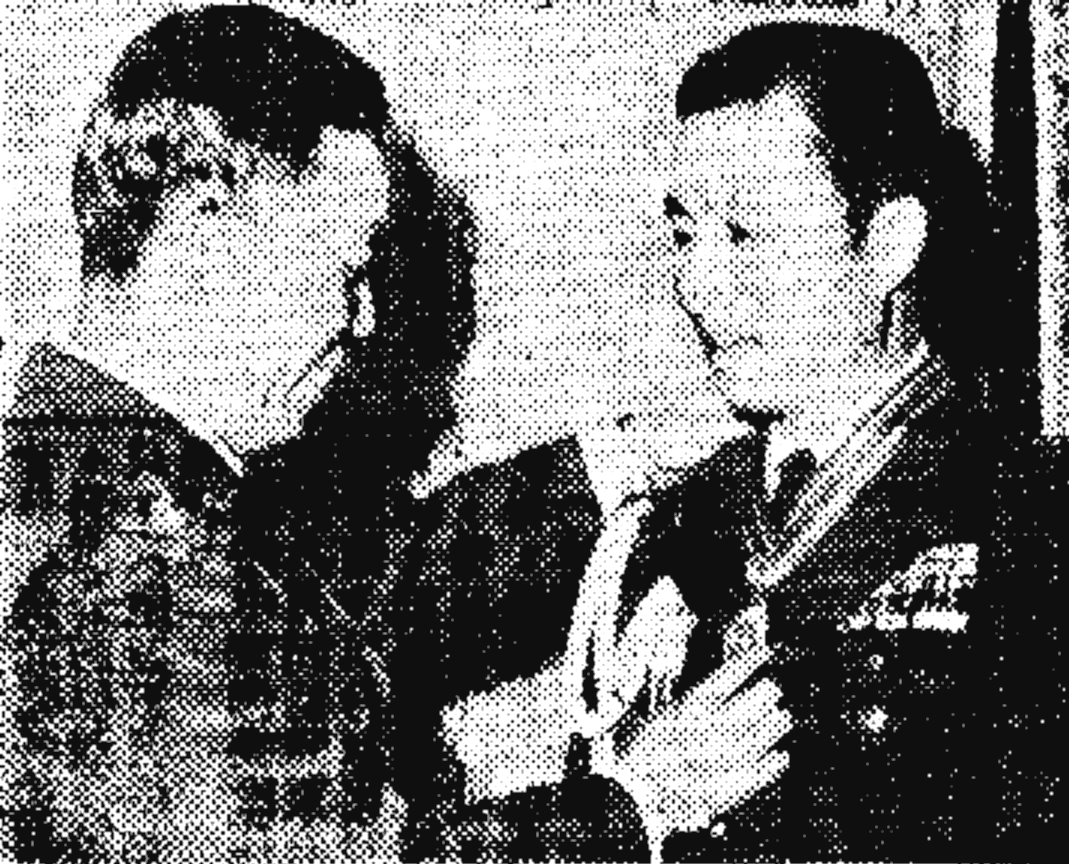
옥만호 (오른쪽, 당시 대령, 주타이완대사관 공군무관)

옥만호(玉滿鎬, 1925년 9월 2일~2011년 5월 13일)는 대한민국의 군인, 정치인이다. 공군참모총장을 지냈으며 제13대 국회의원을 지냈다. 본관은 의령이다.

## 학력
- 대한민국 공군사관학교 1기
- 대한민국 육군 보병학교 졸업
- 대한민국 공군방공포병학교 졸업
- 경희대학교 정치외교학과 학사
- 미국 공군참모대학교 졸업
- 고려대학교 경영대학원 경영학 석사
- 대한민국 국방대학원 행정학 석사

### 명예 박사 학위
- 중화민국 대만 중화학술원 명예 법학박사

## 경력
- 제10전투비행단 대대장, 전대장
- 주중화민국(대한) 대사관 국방무관
- 공군대학 총장
- 공본 행정참모부장
- 공군사관학교장
- 공군참모차장
- 공군참모총장
- 주콜롬비아대사
- 주대만대사
- 제13대 국회의원(전국구) 신민주공화당
- 신민주공화당당무위원
- 민자당중앙당기위원장ㆍ당무위원

## 역대 선거 결과
| 실시년도 | 선거  | 대수 | 직책     | 선거구 | 정당         | 득표수      | 득표율         | 순위       | 당락 | 비고 |
| -------- | ----- | ---- | -------- | ------ | ------------ | ----------- | -------------- | ---------- | ---- | ---- |
| 1988년   | 총선  | 13대 | 국회의원 | 전국구 | 신민주공화당 | 3,062,506표 | \| \| 15.6% \| | 전국구 7번 |      | 초선 |
|          | 15.6% |      |          |        |              |             |                |            |      |      |